# Paisaje con Tobías y el Arcángel Rafael
Paisaje con Tobías y el Arcángel Rafael es un cuadro realizado por el pintor francés del Barroco Claudio de Lorena. Mide 211 cm de alto y 145 cm de ancho, y está pintado al óleo sobre lienzo. Data de los años 1639-1640. 
Fue un encargo del rey de España Felipe IV para decorar el Palacio del Buen Retiro (en concreto para la Galería de Paisajes), formando parte de una serie pictórica en la que también participaron otros grandes pintores de la época, como Nicolas Poussin, Herman van Swanevelt, Jan Both, Gaspard Dughet y Jean Lemaire. De la colección real pasó al Museo del Prado de Madrid, donde se expone actualmente (nº de catálogo 2255). 
Lorena realizó ocho cuadros monumentales para el Buen Retiro, en dos grupos: cuatro de formato longitudinal (1635-38: Paisaje con las tentaciones de San Antonio, Paisaje con San Onofre, Paisaje con Santa María de Cervelló y un cuarto desconocido) y cuatro de formato vertical (1639-41: Paisaje con Tobías y el Arcángel Rafael, Paisaje con el embarque en Ostia de Santa Paula Romana, Paisaje con Moisés salvado de las aguas del Nilo, Paisaje con el entierro de Santa Serapia). El programa iconográfico, tomado de la Biblia e Historias de los Santos, fue elegido por el conde-duque de Olivares, que dirigía las obras.

## Descripción
Se trata de una escena religiosa, extraída del Libro de Tobías (VI, 1-5): el arcángel Rafael se aparece a Tobías junto al río Tigris, y le recomienda utilizar las entrañas de un pez para curar la ceguera de su padre; poco después, le acompaña a casa de Raquel, donde conocerá a su esposa Sara.
Lorena despliega una composición en forma de coulisse, donde diversos elementos (en este caso unos árboles) se colocan a los costados como los bastidores de un teatro, para conducir la mirada hacia el fondo y crear así un efecto de perspectiva. En lontananza se distinguen una atalaya en ruinas, un puente y varias cabañas, que evocan el pasado clásico que Claudio solía recrear en sus cuadros. El artista lorenés muestra nuevamente su ingenio con los efectos cromáticos y la representación de la luz, que tiene un papel protagonista en la obra de este autor afincado en Roma.
Este cuadro formaba pareja (pendant) con Paisaje con el embarque en Ostia de Santa Paula Romana, también en el Prado: mientras Santa Paula representa el amanecer, Tobías está situado al atardecer, simbolizando el paso del tiempo.
Esta obra figura en el Liber Veritatis (cuaderno de dibujos donde Claudio dejaba constancia de todas sus obras, para evitar las falsificaciones) con el número 50.
En el Institute of Arts de Detroit existe una versión de esta obra ejecutada por el pintor norteamericano Washington Allston.